# Jean-Pierre Poitou
Jean-Pierre Poitou (né le 23 août 1936 à Paris et mort le 22 février 2017 à Aix-en-Provence) était un psychosociologue français. Il est également peintre et dessinateur sous le pseudonyme Le Rouzic (http://le.rouzic.peintre.free.fr/index.htm).

## Biographie
Il a été directeur de recherche au CNRS, au Laboratoire de Psychologie expérimentale de la Sorbonne et au Research Center for Group Dynamics de l'Université de Michigan. Il a dirigé une équipe de recherche Psychologie cognitive de l'Université de Provence à Aix-en-Provence. Il s'est consacré à l'étude des aspects sociaux et psycho-cognitifs de la Conception assistée par ordinateur et a étudié la formalisation des savoirs pratiques (construction de maisons, gestes dans les techniques traditionnelles, savoirs techniques populaires, etc). Il est l'auteur d'ouvrages relatant la naissance et l'essor des bureaux d'études et des méthodes de fabrication et de conception assistées par ordinateur (CAO, CFAO), notamment dans l'industrie automobile. Une partie de sa méthodologie de travail s'appuyait sur des entretiens et de film. Il a déposé l'ensemble de ses sources sonores et audiovisuelles à la phonothèque de la Maison méditerranéenne des sciences de l'homme (MMSH).
Son étude de l'histoire et développement de la CFAO fait référence. Par la suite, il montre, dans des travaux plus théoriques, les enjeux d'une sociologie de la connaissance.
Il est à l'origine de la création de la revue TIP (Technologies, Idéologies, Pratiques) et de la Revue d'anthropologie des connaissances.
Une journée d'hommage au chercheur s'est tenue le 24 juin 2022 au Laboratoire d'Economie et de Sociologie du Travail à Aix en Provence, les communications sont disponibles ici. Un ouvrage rend compte de cet hommage: Jean-Pierre Poitou. De la psychologie expérimentale à l'anthropologie des connaissances, octobre 2023, Editions Octarès.

## Principales publications
- La Dynamique des groupes : une idéologie au travail (CNRS, 1978)
- Le Cerveau de l’usine. Histoire des bureaux d’études Renault de l’origine à 1980 (Université de Provence, 1988)
- Trente de CAO en France (Hermès, 1989)
- CFAO, concevoir et produire autrement (Nathan, 1989).